# 大草駅
大草駅（おおくさえき）は、長崎県諫早市多良見町元釜にある、九州旅客鉄道（JR九州）長崎本線（長与支線）の駅である。

## 歴史
- 1898年（明治31年）11月27日：九州鉄道により一般駅として開設[2]。
- 1907年（明治40年）7月1日：鉄道国有法に基づき国有化され帝国鉄道庁（後の日本国有鉄道）の駅となる[2]。
- 1962年（昭和37年）2月15日：貨物取扱廃止[2]。
- 1974年（昭和49年）3月5日：業務委託駅化[3][4]。
- 1982年（昭和57年）9月20日：荷物扱い廃止[2]。
- 1983年（昭和58年）1月：駅員無配置駅となる[5]。
- 1987年（昭和62年）4月1日：国鉄分割民営化により九州旅客鉄道が継承[2]。
- 1989年（平成元年）4月1日：駅舎改築開業、大村湾の明るいイメージに合わせた薄緑色の平屋建てとした[6]。
- 2012年（平成24年）12月1日：ICカード「SUGOCA」の利用を開始[7]。

## 駅構造
相対式ホーム2面2線を有する地上駅。駅舎は諫早方面ホームに接している。2つのホームは屋根無しの跨線橋で繋がっている。跨線橋は大村湾をイメージして、青くペイントされている。ホームは列車の停まる部分のみ嵩上げされている。諫早方面ホーム横に貨物取扱時代の側線跡が残っており、保線用の車両が停車していることがある。
2駅長崎寄りにある長与駅と同じく、長崎本線旧線上にある数少ない交換可能駅である。無人駅であるが、自動券売機、ICカード専用改札機が設置されている。かつては業務委託駅で、1989年の改築時には近隣から長崎空港までの高速艇航路を運航していた安田産業汽船の職員が業務を担当していた。

### のりば
| のりば | 路線      | 方向 | 行先                   |
| ------ | --------- | ---- | ---------------------- |
| 1      | ■長崎本線 | 上り | 諫早方面               |
| 1      | ■大村線   | 上り | 諫早・早岐・佐世保方面 |
| 2      | ■長崎本線 | 下り | 長崎方面               |
| 2      | ■大村線   | 下り | 長崎方面               |

（出典：JR九州 駅情報一覧）

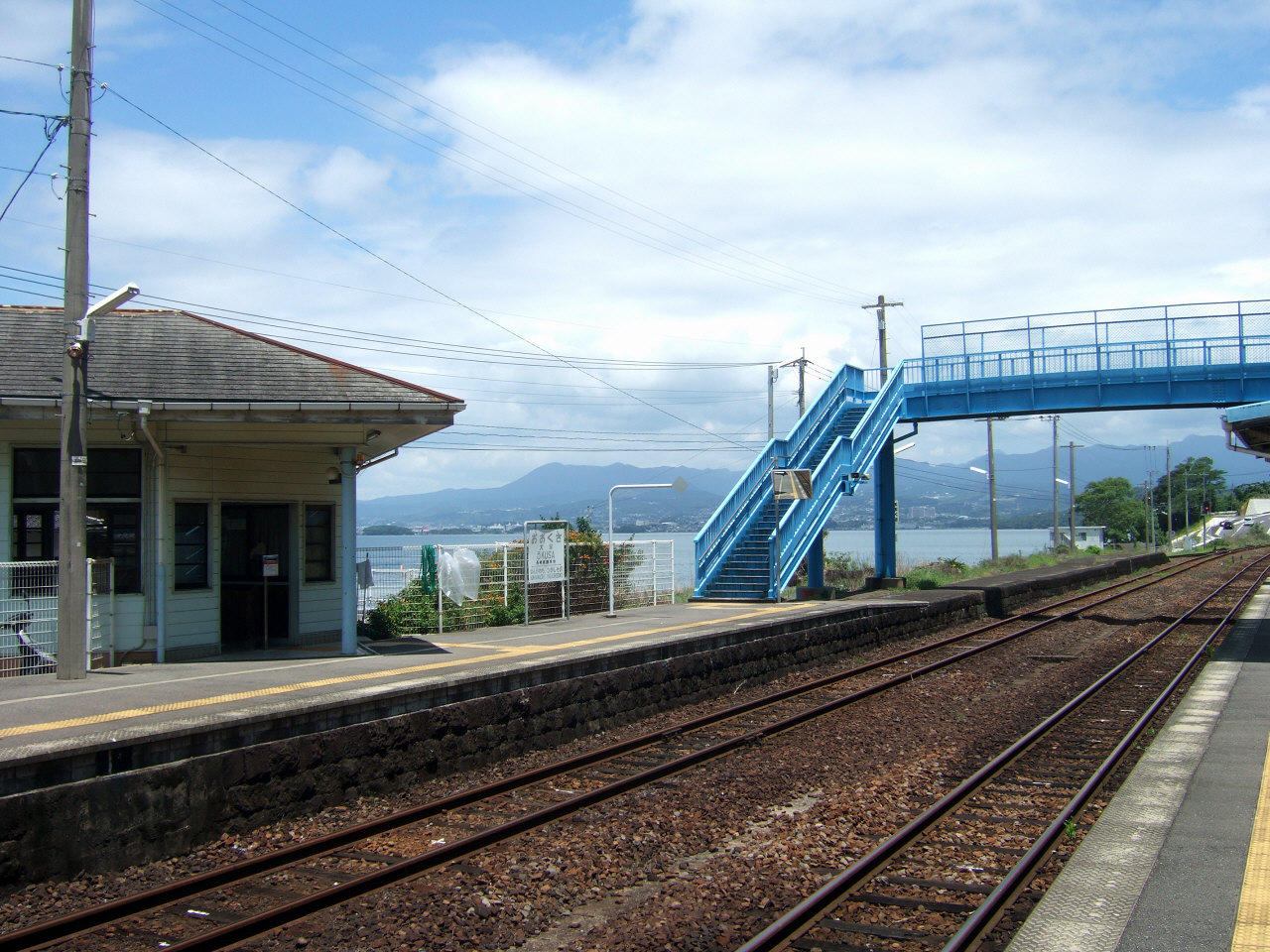
長与方面ホームから見たホーム。後方は大村湾（2008年7月）

## 利用状況
- 2016年度の1日平均乗車人員は138人である。[8]
- 2017年度分から非公表。

| 乗車人員推移 | 乗車人員推移 |
| 年度         | 1日平均人数  |
| ------------ | ------------ |
| 2000         | 198          |
| 2001         | 190          |
| 2002         | 161          |
| 2003         | 168          |
| 2004         | 157          |
| 2005         | 153          |
| 2006         | 195          |
| 2007         | 208          |
| 2008         | 194          |
| 2009         | 192          |
| 2010         | 180          |
| 2011         | 167          |
| 2012         | 150          |
| 2013         | 140          |
| 2014         | 139          |
| 2015         | 137          |
| 2016         | 138          |

## 駅周辺
かつては駅前から長崎空港行きの高速船の他、大村競艇の開催日には大村競艇場行きの高速船が運航されていた。
- 国道207号
- 大村湾
- 諫早市役所伊木力支所

## バス路線
- 長崎県営バス
  - 諫早市街・東園方面 - 大草駅前 - 大浦・重尾

## 隣の駅
九州旅客鉄道（JR九州）
■長崎本線（長与支線）
東園駅 - 大草駅 - 本川内駅